# Pieninybjergene
Pieninybjergene  eller blot  Pieniny (undertiden også Pieninerne  eller Pieninbjergene , ungarsk: Pieninek) er en bjergkæde i det sydlige Polen og det nordlige Slovakiet . Den er klassificeret inden for den østlige del af de vestlige Beskider i de Vestlige Karpater.

## Inddeling
Pieninybjergkæden er opdelt i tre dele – Pieniny Spiskie (slovakisk: Spišské Pieniny) og Pieniny Właściwe (slovakisk: Centrálne Pieniny) i Polen; og Małe Pieniny (slovakisk: Malé Pieniny ) i Polen og Slovakiet. Pieninybjergene består hovedsageligt af kalksten og dolomit . Den mest berømte top, Trzy Korony (Tre Kroner), er 982 meter høj. Pieninys højeste top – Wysoka (polsk); Vysoké Skalky (Slovakisk) – når 1.050 meter over havets overflade .

## Geologi
Pieniny-bjergene dannedes i bunden af havet i flere geologiske epoker. De blev foldet og opvokset i Kridtiden . I begyndelsen af den Palæogene geologiske periode fandt en anden bølge af tektoniske bevægelser sted, hvilket forårsagede et yderligere skift. Den tredje bevægelsesbølge under paleogen og neogen resulterede i en mere kompleks tektonisk struktur. Samtidig resulterede erosion i afskalning af den ydre kappe og yderligere omformning af terrænet. Toppe blev bygget af vejrbestandige sten fra juratiden , hovedsagelig kalksten. Dale og passager blev skabt ved forvitring af blødere og mere modtagelige klipper fra kridt- og palæogenperioderne. Der er er få og ret små huler. I modsætning hertil er floder og vandløb ofte dybt indskåret i klippen og skaber cirka 15 raviner og kløfter. De mest berømte kløfter i Pieninybjergene er Dunajeckløften i Pieniny Nationalpark og Homole Ravine (polsk: Wąwóz Homole). Bakker langs den nordlige grænse af Pieniny er af vulkansk oprindelse.
- Pieniny skyline
- Trzy Korony og Facimiechbjerget
- Kiczera og Magura Spiska. Udsigt fra Wysokie Skały
- Dunajecfloden
- Niedzica Slot og søen Czorsztyn